# Germán Pinillos
Germán Pinillos (Callao, 6 de abril de 1972) es un exfutbolista peruano que jugaba como volante de ataque o defensor central. 

## Trayectoria
El Machi Pinillos inició su carrera como volante de creación el año 1989 con el Meteor Sport Club de primera división, donde permaneció hasta que este equipo perdió la categoría el siguiente año. Tras pasar un año disputando la segunda división con el Deportivo Zúñiga, regresa a primera cuando es contratado por el Club Sporting Cristal, donde obtiene los mayores logros de su carrera al conseguir el tricampeonato los años 1994, 1995 y 1996.El año 1994, su aporte en los segundos tiempos fueron importantes para que el equipo denominado la Máquina Celeste defina los partidos, muchos de ellos por goleada. La calidad de sus remates de larga distancia y tiros libres de zurda muchas veces terminaron en gol.
El año 1995, juega su tercera Copa Libertadores de América con el equipo celeste. A fines de ese año, se consagra bicampeón nacional con el equipo en un partido jugado ante Alianza Lima en el Estadio Nacional. El domingo 27 de octubre de 1996, bajo la conducción técnica de Sergio Markarián, se consagra tricampeón nacional con el Sporting Cristal.
En 1997, es contratado por Universitario, donde no llegó a destacar, por lo que, la siguiente temporada, cambia de club incorporándose al Sport Boys, equipo en el cual cumple dos buenas temporadas desempeñándose como defensor central. Este rendimiento motivó que Cristal lo reincorpore para el Torneo Apertura del año 2000, pero sin llegar a rendir lo que se esperaba de él. Por ello, en el Torneo Clausura del mismo año, regresa a Sport Boys.
Sus últimas temporadas las cumplió jugando en la segunda división con las camisetas del Deportivo Municipal y el Deportivo Aviación, club con el cual se retiró del fútbol profesional el año 2002.  

## Selección nacional
Con la selección peruana, disputó 14 partidos, en los cuales llegó a marcar 2 goles entre los años 1992 y 2000.

### Participaciones en Copa América
| Torneo            | Sede    | Resultado    |
| ----------------- | ------- | ------------ |
| Copa América 1995 | Uruguay | Primera fase |

## Clubes

### Como futbolista
| Club                | País          | Año       |
| ------------------- | ------------- | --------- |
| Meteor Sport Club   | Perú          | 1989-1990 |
| Deportivo Zúñiga    | Perú          | 1991      |
| Sporting Cristal    | Perú          | 1992-1996 |
| Universitario       | Perú          | 1997      |
| CSD Municipal       | Guatemala     | 1997      |
| Sport Boys          | Perú          | 1998-1999 |
| Sporting Cristal    | Perú          | 2000      |
| Jeonam Dragons FC   | Corea del Sur | 2000      |
| Sport Boys          | Perú          | 2000      |
| Deportivo Municipal | Perú          | 2001      |
| Deportivo Aviación  | Perú          | 2002      |

### Como entrenador
| Club           | País | Año  |
| -------------- | ---- | ---- |
| Cobresol       | Perú | 2012 |
| AIPSA          | Perú | 2013 |
| Alfonso Ugarte | Perú | 2014 |
| Diablos Rojos  | Perú | 2014 |

## Palmarés

### Campeonatos nacionales
| Título           | Club             | País | Año  |
| ---------------- | ---------------- | ---- | ---- |
| Campeón nacional | Sporting Cristal | Perú | 1994 |
| Campeón nacional | Sporting Cristal | Perú | 1995 |
| Campeón nacional | Sporting Cristal | Perú | 1996 |